# Dominic Mischler
Dominic Mischler (Bienne, 14 marzo 1989) è un giocatore di football americano svizzero che gioca nel ruolo di defensive back per i Bern Grizzlies.

## Palmarès
- 2 Swiss Bowl (Bern Grizzlies, 2016, 2022)
- 1 Lega B (Bienna Jets, 2011)